# David Ling
David Gregory Ling (Halifax, 9 gennaio 1975) è un ex hockeista su ghiaccio canadese, di ruolo attaccante. Nel corso della carriera ha giocato sia in Nordamerica, fra NHL e AHL, che in Europa, inclusa la KHL.

## Carriera
David Ling iniziò la propria carriera da giocatore di hockey con i Kingston Frontenacs, giocando dal 1992 fino al 1995 nella lega giovanile canadese della Ontario Hockey League. Già nel Draft 1993 Ling era stato scelto al settimo giro dai Quebec Nordiques. Nell'ultima stagione con i Frontenacs fu autore di 68 reti in altrettanti incontri, conquistando la nomina all'All-Star Team della OHL e della Canadian Hockey League. Vinse inoltre il Red Tilson Trophy come miglior giocatore della lega e fu premiato come giocatore dell'anno della CHL.
Divenuto professionista Ling fino al 1998 giocò nella American Hockey League, giocando soprattutto con i Saint John Flames e i Fredericton Canadiens; già nella stagione 1996-97 fece il proprio esordio NHL con la maglia dei Canadiens de Montréal. A cavallo del nuovo millennio giocò anche in un'altra lega professionistica nordamericana, la IHL, con le maglie di Indianapolis Ice, Kansas City Blades e i Utah Grizzlies. Dal 2001 al 2004 trovò spazio nell'organizzazione dei Columbus Blue Jackets, giocando 90 gare in NHL; giocò anche in AHL con il farm team dei Syracuse Crunch.
Durante il lockout della NHL nella stagione 2004-05 Ling vestì la maglia dei St. John's Maple Leafs, raccogliendo il massimo in carriera con 88 punti al termine della stagione regolare. Nelle due stagioni successive si trasferì in Europa nella Superliga russa, giocando una stagione rispettivamente con lo Spartak e la Dinamo Mosca. Nel 2007 Ling fece ritorno in Nordamerica nella AHL con i Toronto Marlies, mentre successivamente vestì le maglie del Bienne in Svizzera e dello Jokerit in Finlandia. Nella stagione 2009-2010 giocò in KHL con l'Amur Chabarovsk.
Nel novembre del 2010 Ling tornò ancora in America giocando la stagione 2010-11 con i Providence Bruins. Nella stagione 2011-2012 Ling fu ingaggiato dal Val Pusteria, club della Serie A italiana con cui vinse la Supercoppa. Concluse la stagione con 88 punti raccolti in 48 partite giocate. L'anno successivo si trasferì in Inghilterra nella Elite Ice Hockey League, conquistando il titolo nazionale con i Nottingham Panthers. Dopo essere ritornato per alcuni mesi in Canada nel dicembre del 2013 Ling fece ritorno a Brunico per rinforzare la squadra.

## Palmarès

### Club
- Elite Ice Hockey League: 1

Nottingham Panthers: 2012-2013
- EIHL Challenge Cup: 1

Nottingham Panthers: 2012-2013
- EIHL Playoff: 1

Nottingham Panthers: 2012-2013
- Supercoppa italiana: 1

Val Pusteria: 2011

### Individuale
- OHL First All-Star Team: 1

1994-1995
- OHL Red Tilson Trophy: 1

1994-1995
- CHL Player of the Year: 1

1994-1995
- AHL All-Star Classic: 1

1996
- IHL First All-Star Team: 1

1999-2000
- EIHL All-Star First Team: 1

2012-2013
- Capocannoniere della EIHL: 1

2012-2013 (95 punti)